# Microserica sexlamellata
Microserica sexlamellata är en skalbaggsart som beskrevs av Moser 1913. Microserica sexlamellata ingår i släktet Microserica och familjen Melolonthidae. Inga underarter finns listade i Catalogue of Life.